# 淀川区
淀川区（よどがわく）は、大阪市を構成する24行政区のうちの一つ。

## 概要

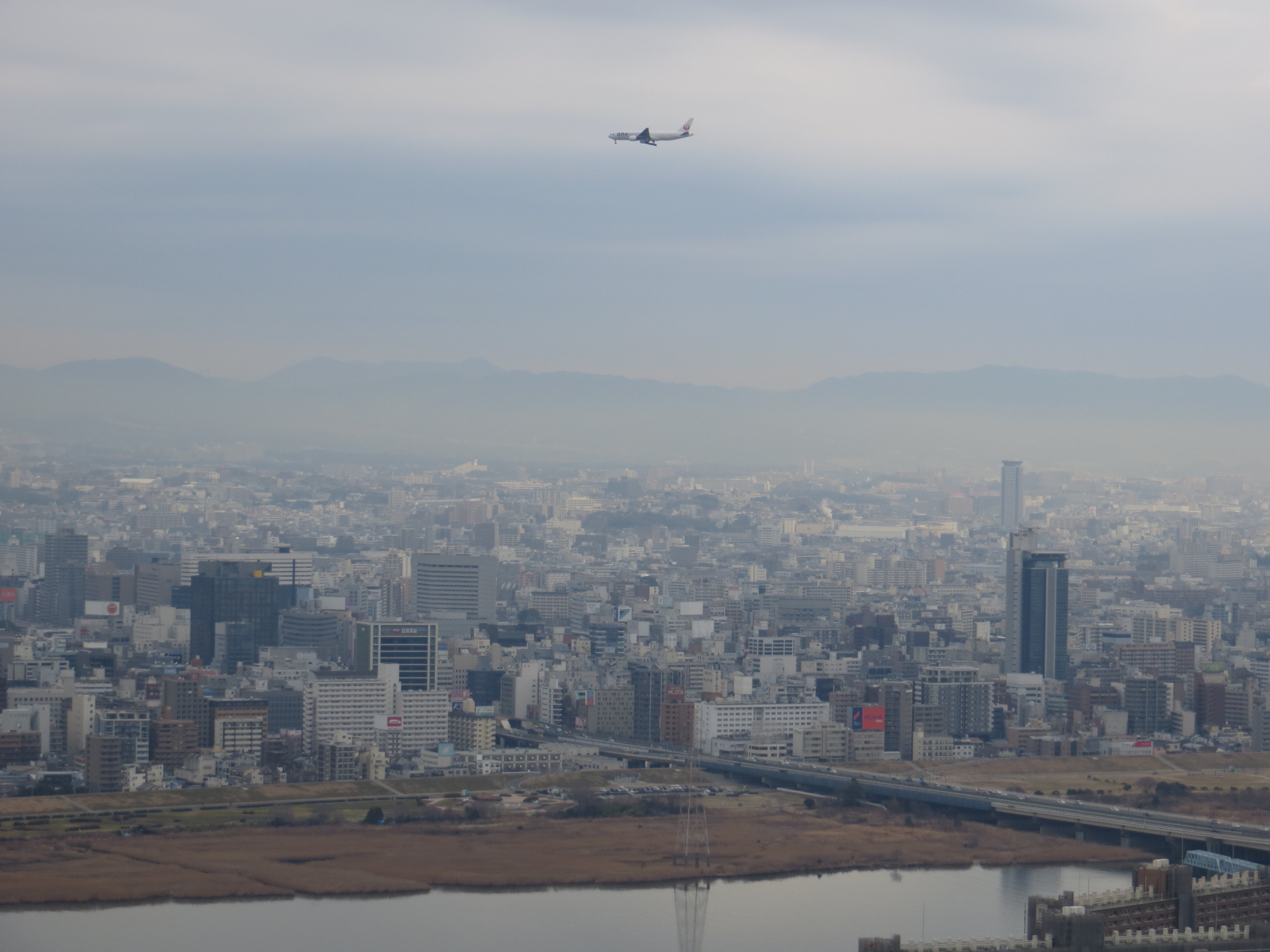
梅田スカイビルから望む淀川区内

淀川区は大阪市内の北部、淀川の北岸と神崎川南岸に挟まれた位置にある。東は東淀川区、西は西淀川区、南は北区、北は吹田市、豊中市、兵庫県尼崎市にそれぞれ隣接している。古くは淀川の渡しや能勢街道などが通る交通の要所であった。近代以降は多くの鉄道路線が開通し、都心部や近畿各地と直接結ばれているほか、東海道・山陽新幹線により関東や中部・中国・九州の各地とも直接結ばれている。
区の産業は、江戸期には農業などが中心であった。旧来、中津川（現：淀川）の洪水に悩まされながらも、肥沃な農業地帯であったようで、地域の農民は自力で中島大水道を開削した。加島には幕府の銭座が置かれ、伝統的に工芸の盛んな土地で「酒は灘、銭は加島」といわれるほど、良質な銭貨が生産されていた。現在では、卸・小売業、飲食店を中心とする商業活動が主であるが、機械器具製造業、金属製品製造業を中心とする工業活動も盛んであり、商・工業活動とも常に本市の上位を占めている。
明治以降、淀川の改良で区画整理が進み、さらに淀川を渡る橋もいくつか架けられた。1910年に箕面有馬電気軌道（現：阪急宝塚線）が開業すると沿線では住宅地化が進み、ターミナル駅である十三駅一帯は区内随一の繁華街へと変貌した。一方、第二次世界大戦後の1964年には東海道新幹線の開業に伴い、区内東端に新大阪駅が設置された。遠方からのアクセスの良さから、駅周辺にはベンチャー企業などが集積している。1990年代以降の再開発により、駅北口を中心に高層のオフィスビルが建てられ、現在では大阪市の副都心に指定されている。

## 地理

### 隣接している自治体・行政区
大阪市の行政区
- 北区
- 西淀川区
- 東淀川区
- 福島区（塚本1丁目の一部）

自治体
- 豊中市
- 吹田市
- 兵庫県尼崎市

## 人口
| 淀川区（に相当する地域）の人口の推移 |           |  |
| \| 1970年（昭和45年） \| 155,868人 \| \| \| 1975年（昭和50年） \| 150,754人 \| \| \| 1980年（昭和55年） \| 154,269人 \| \| \| 1985年（昭和60年） \| 159,981人 \| \| \| 1990年（平成2年） \| 160,660人 \| \| \| 1995年（平成7年） \| 162,022人 \| \| \| 2000年（平成12年） \| 163,370人 \| \| \| 2005年（平成17年） \| 169,222人 \| \| \| 2010年（平成22年） \| 172,078人 \| \| \| 2015年（平成27年） \| 176,201人 \| \| |           |  |
| 総務省統計局 国勢調査より |           |  |
| 1970年（昭和45年） | 155,868人 |  |
| 1975年（昭和50年） | 150,754人 |  |
| 1980年（昭和55年） | 154,269人 |  |
| 1985年（昭和60年） | 159,981人 |  |
| 1990年（平成2年） | 160,660人 |  |
| 1995年（平成7年） | 162,022人 |  |
| 2000年（平成12年） | 163,370人 |  |
| 2005年（平成17年） | 169,222人 |  |
| 2010年（平成22年） | 172,078人 |  |
| 2015年（平成27年） | 176,201人 |  |

## 歴史
- 1889年（明治22年）4月1日 - 町村制施行により、西成郡歌島村、中津村、神津村、西中島村、北中島村が発足。
- 1910年（明治43年）3月10日 - 箕面有馬電気軌道（現：阪急宝塚線）が開通。十三駅・三国駅が設置される。
- 1911年（明治44年）2月1日 - 中津村が中津町となる。
- 1922年（大正11年）7月15日 - 神津村が神津町となる。
- 1923年（大正12年）6月1日 - 西中島村が西中島町となる。
- 1925年（大正14年）4月1日 - 大阪市の第二次市域拡張により、上記3町2村が大阪市に編入され、歌島村は西淀川区、他は東淀川区の一部となる。
- 1943年（昭和18年）4月1日 - 区の境界変更により、旧：歌島村の東海道本線以東が東淀川区に転属。分区により、旧：中津町の淀川以南が大淀区の一部となる。
- 1964年（昭和39年）10月1日 - 区東端に新大阪駅が設置され、東海道新幹線（新大阪〜東京間）が開通。また同駅まで大阪市営地下鉄（現：Osaka Metro）御堂筋線が延伸される。
- 1970年（昭和45年）2月24日 - 地下鉄御堂筋線が江坂駅まで延伸、北大阪急行電鉄南北線と相互乗入開始。東三国駅が設置される。
- 1972年（昭和47年）3月15日 - 山陽新幹線の新大阪〜岡山間が開通。
- 1974年（昭和49年）7月22日 - 東淀川区からの分区により淀川区が誕生。現在も淀川区内に「東淀川」を冠する施設がいくつか見受けられるのは、旧東淀川区時代からの名残である。また、分区の際には「中淀川区」「十三区」などが候補に挙がっていたが、協議の結果「淀川区」と決定した。
- 1975年（昭和50年）3月10日 - 新大阪駅を起点とする山陽新幹線の岡山〜博多間が開通し、東海道・山陽新幹線が全線開通する。
- 1997年（平成9年）3月8日 - JR東西線（京橋〜尼崎間）が開通。加島駅が設置される。
- 2009年（平成21年）3月2日 - 区役所を十三市民病院移転跡地に建設された新庁舎に移転。

## 地域

### 教育

#### 大学
- 私立
  - 滋慶医療科学大学

#### 専門学校
- 私立
  - 大阪コミュニティワーカー専門学校
  - 大阪ハイテクノロジー専門学校
  - 大阪ビューティーアート専門学校
  - 大阪文化服装学院
  - 大阪保健福祉専門学校
  - 大阪リゾート&スポーツ専門学校
  - 大原簿記専門学校大阪校
  - 新大阪歯科技工士専門学校
  - 東洋医療専門学校
  - 日本モータースポーツ専門学校新大阪校
  - 淀川区医師会看護専門学校

#### 高等学校
- 大阪府立北野高等学校
- 大阪府立東淀川高等学校
- 大阪府立東淀工業高等学校
- 英真学園高等学校

#### 中学校
- 大阪市立
  - 十三中学校、新北野中学校、美津島中学校、三国中学校、東三国中学校、宮原中学校

#### 小学校
- 大阪市立
  - 十三小学校、神津小学校、塚本小学校、田川小学校、加島小学校、三津屋小学校、野中小学校、新高小学校、三国小学校、宮原小学校、西三国小学校、新東三国小学校、東三国小学校、北中島小学校、西中島小学校、木川小学校、木川南小学校

### 地名
| 現在の地域名 | 現在の地域名 | 1974年6月までの旧町名 |
| ------------ | ------------ | --- |
| 加島         | 加島         | 加島町の大部分、三津屋北通5丁目の一部、三津屋南通6丁目の一部、佃町の一部 |
| 三津屋       | 三津屋北     | 三津屋北通1-4丁目の全域と5丁目の一部、加島町の一部 |
| 三津屋       | 三津屋中     | 三津屋中通1-6丁目の全域 |
| 三津屋       | 三津屋南     | 三津屋南通1-5丁目の全域と6丁目の一部・堀上元町の全域 |
| 十三         | 十三元今里   | 元今里北通1,3丁目の大部分と2丁目の全域・田川通1丁目の半分と2-3丁目の一部・元今里南通1,3丁目の一部と2丁目の全域・田川通1-3丁目の一部・十三南之町1-2丁目の一部・十三西之町4丁目の一部・塚本町4丁目の一部 |
| 十三         | 十三本町     | 十三西之町1,4丁目の一部と2-3,5丁目の全域・元今里南通1丁目の一部・元今里北通1丁目の一部 |
| 十三         | 十三東       | 十三東之町1丁目の一部と2-5丁目の全域・木川西之町1丁目の一部 |
| 塚本         | 塚本         | 塚本町1-2丁目の一部と3,5丁目の全域と4,6丁目の大部分・元今里南通4丁目の一部・十三南之町3丁目の一部 |
| 田川         | 田川         | 田川通4-6丁目の一部、7丁目の全域・元今里南通3-4丁目の一部・元今里北通3丁目の一部,4-5丁目の全域・塚本町6丁目の一部                                                                                      |
| 田川         | 田川北       | 田川通1-5丁目の一部・加島町の一部 |
| 新北野       | 新北野       | 十三南之町1-3丁目の一部・十三西之町1丁目の一部・塚本町2丁目の一部 |
| 木川         | 木川東       | 木川東之町1,3-5丁目の全域と2丁目の一部・木川西之町1丁目の一部・西町の一部・山口町の一部 |
| 木川         | 木川西       | 木川西之町1丁目の一部、2-5丁目の全域・十三東之町1丁目の一部・木川東之町2丁目の一部・西町の一部 |
| 野中         | 野中北       | 野中北通1-3丁目の全域・堀上通1-3丁目の一部 |
| 野中         | 野中南       | 野中南通1-3丁目の全域 |
| 宮原         | 宮原         | 宮原町1-2丁目の全域と3丁目の一部・西宮原町1-3丁目の一部・西淡路町1-2丁目の一部・西町の一部・山口町の一部・宮原町の一部・西中島町9丁目の一部                                                            |
| 宮原         | 西宮原       | 西宮原町1-3丁目の一部・西中島町9丁目の一部・木川東之町6丁目の一部・三国本町2-3丁目の一部 |
| 新高         | 新高         | 堀上通1-3丁目の一部・新高北通1丁目の一部と2-3丁目の全域・新高南通1-3丁目の全域・三津屋新町の全域 |
| 西中島       | 西中島       | 西中島町1,3,6丁目の全域と2,4,5,7,8丁目の一部・西町の一部・南方町の全域・山口町の一部・浜町の一部 |
| 三国         | 三国本町     | 三国本町1-3丁目の一部・木川西之町6丁目の一部・木川東之町6丁目の一部・新高北通1丁目の一部・西町の一部                                                                                                   |
| 三国         | 東三国       | 東三国町1-3丁目の全域・西三国町1-2丁目の一部・宮原町3丁目の一部・十八条町1丁目の一部・西淡路町3丁目の一部・国次町の一部                                                                                |
| 三国         | 西三国       | 西三国町1-2丁目の一部、3-4丁目の全域・西宮原町3丁目の一部・十八条町3丁目の一部・三国本町3丁目の一部 |
| 十八条       | 十八条       | 十八条町1,3丁目の一部と2丁目の全域・西三国町2丁目の一部・西三国町5丁目の一部 |

1925年3月までの西成郡としては神津村と北中島村の全域・西中島町の西側部分・中津村の淀川右岸地域・歌島村と鷺洲村の一部（淀川右岸地域〜神崎川左岸地域で現在の東海道本線の東側部分）、1925年4月の東淀川区成立時の北川口町・西町・三國町・三国本町・宮原町・十八條町・南宮原町・三津屋町・木川町・十三東之町・十三西之町・今里町・東雲町・新高町・堀上町、当時、西淀川区の区域であった加島町・塚本町（東塚本町の部分）が現在の淀川区の主たる地域となる。

### 住宅
前述のとおり大阪市の副都心に指定されているため近年は大規模マンションの建設が相次いでいる。

#### 大規模マンション
- ジェイグランシティ塚本
- リバーガーデンKashima
- プライムハイツ新大阪
- ザ・レジデンス東三国
- シティテラス神崎川駅前 シーズンズテラス
- プラウドシティ新大阪
- 新北野コーポ

#### 住宅団地
- 都市再生機構加島団地
- 都市再生機構アーベイン東三国（東淀川団地を建て替えた住宅団地）
- 市営加島住宅
- 市営加島北住宅
- 市営加島中住宅
- 市営加島東住宅
- 市営加島南住宅
- 市営木川住宅
- 市営西中島住宅
- 市営三津屋住宅

かつて存在した住宅団地
- 都市基盤整備公団東淀川団地（建て替えられ「アーベイン東三国」となった）

## 観光スポット・名所・施設・イベント
- 大阪市立十三市民病院
- 大阪市立淀川図書館
- 香具波志神社
- 蒲田神社
- 神津神社
- 第七藝術劇場
- 塚本神社
- 富光寺
- 堀城
- 淀川
  - 十三大橋
  - 新淀川大橋
  - 淀川河川公園

### イベント
- なにわ淀川花火大会 - 毎年8月第二土曜日に開催

## 交通

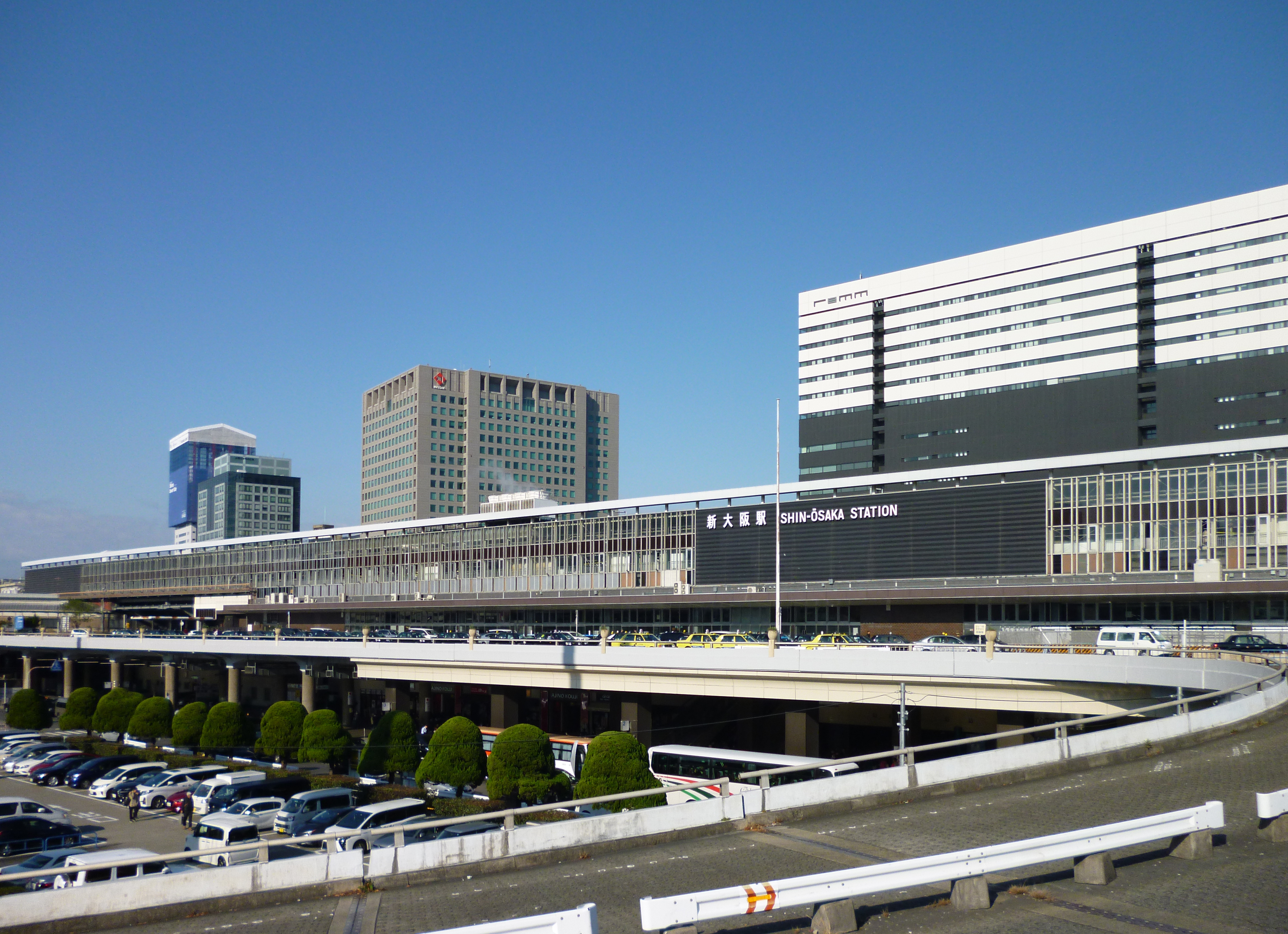
新大阪駅

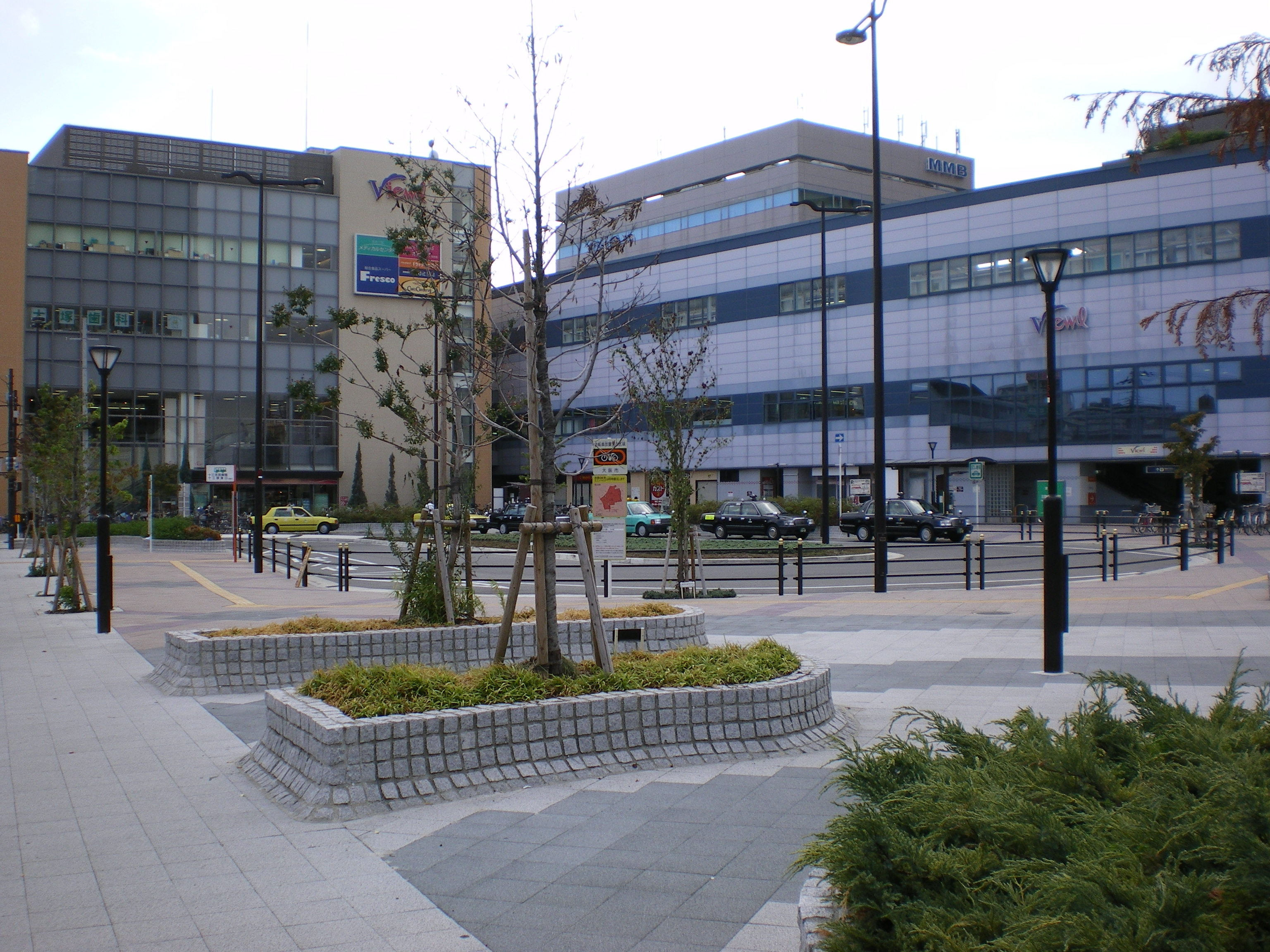
三国駅

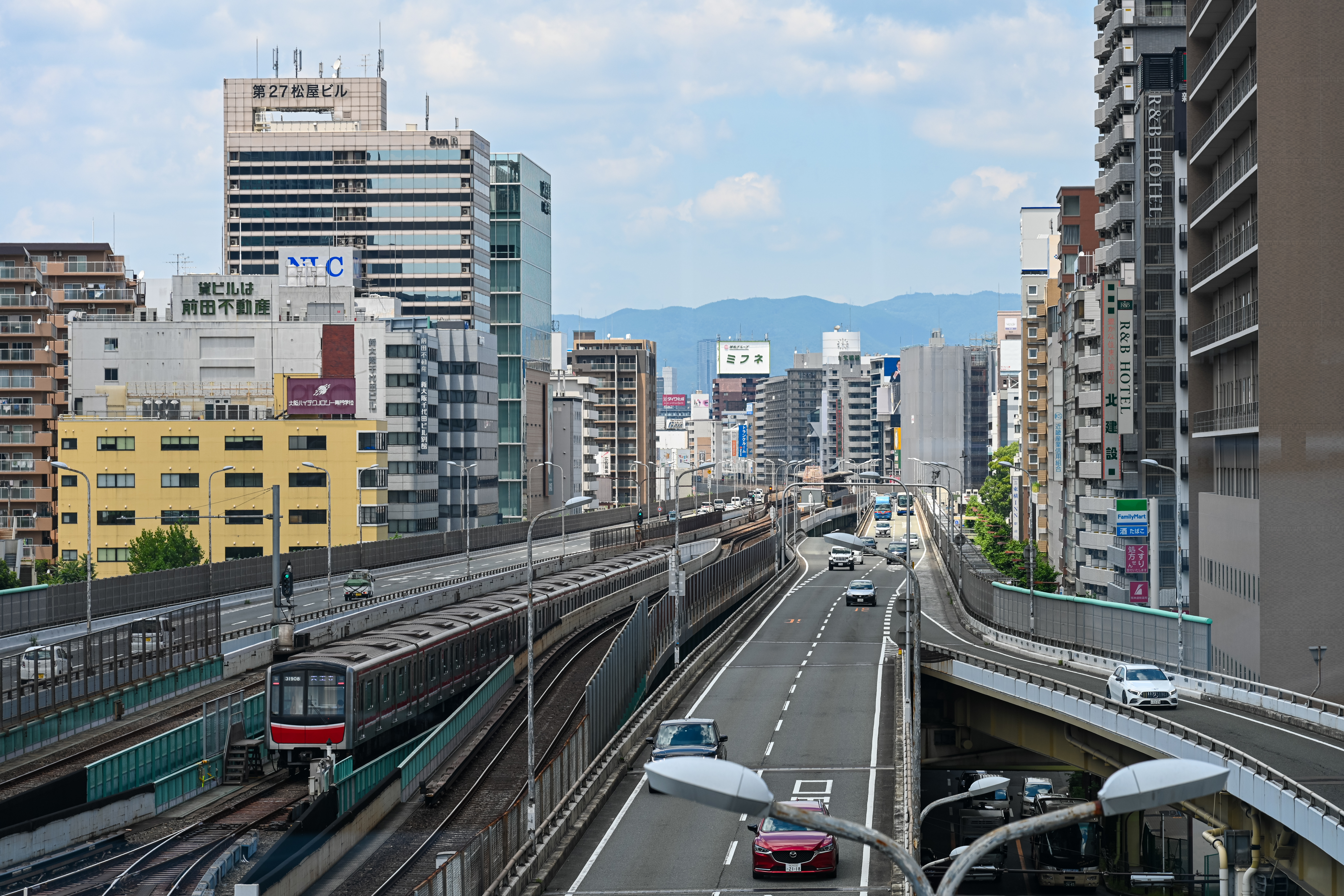
Osaka Metro御堂筋線、新御堂筋

### 鉄道路線
区役所の最寄り駅は阪急十三駅である。
東海旅客鉄道
 東海道新幹線
- 新大阪駅

西日本旅客鉄道（JR西日本）
 山陽新幹線
- 新大阪駅

  東海道本線（JR京都線・JR神戸線）
- 東淀川駅 - 新大阪駅 - 大阪駅（北区） - 塚本駅

 おおさか東線
- 新大阪駅

 JR東西線
- 加島駅

阪急電鉄
 京都線
- 十三駅 - 南方駅

 宝塚線
- 十三駅 - 三国駅

 神戸線
- 十三駅 - 神崎川駅

大阪市高速電気軌道 (Osaka Metro)
 御堂筋線
- 西中島南方駅 - 新大阪駅 - 東三国駅

### バス
- 大阪シティバス - 十三、新大阪駅、加島駅を主な拠点とする。
- 阪急バス - 阪北線が新大阪駅付近を通る。過去には区内に豊中営業所加島出張所があった。
- 大阪バス - ホテルプラザオーサカに御堂筋線が、新大阪駅に新大阪駅 - 帝国ホテル大阪 - ホテルニューオータニ大阪線が発着する。
- 高速バス - 新大阪駅を拠点に阪急バス（駅北口に自社バスターミナルを設置）、西日本ジェイアールバス、神姫バスなどが路線を持つ。

### 道路
- 阪神高速道路
  - 11号池田線：塚本出入口 - 加島出入口
- 淀川通（大阪府道16号大阪高槻線）
- みてじま筋（大阪府道10号大阪池田線）
- 十三筋（大阪府道41号大阪伊丹線）
- 国道176号
- 国道423号（新御堂筋）

## 経済

### 区内に本社を置く企業
- 日清食品ホールディングス（登記上の本店）
  - 日清食品（同上）
  - 日清食品冷凍（同上）
  - 日清食品チルド（同上）
  - ぼんち（旧社名・ぼんちあられ、中央軒）
- ダイヘ=ン（旧社名・大阪変圧器）
- Sky（登記上の本店）
- サムティホールディングス
  - サムティ
- ゴール
- 旭松食品（登記上の本店は長野県飯田市）
- 太陽工業（東京ドームなど施工）
- メガチップス
- ダイケン
- 三精テクノロジーズ
- サンポード

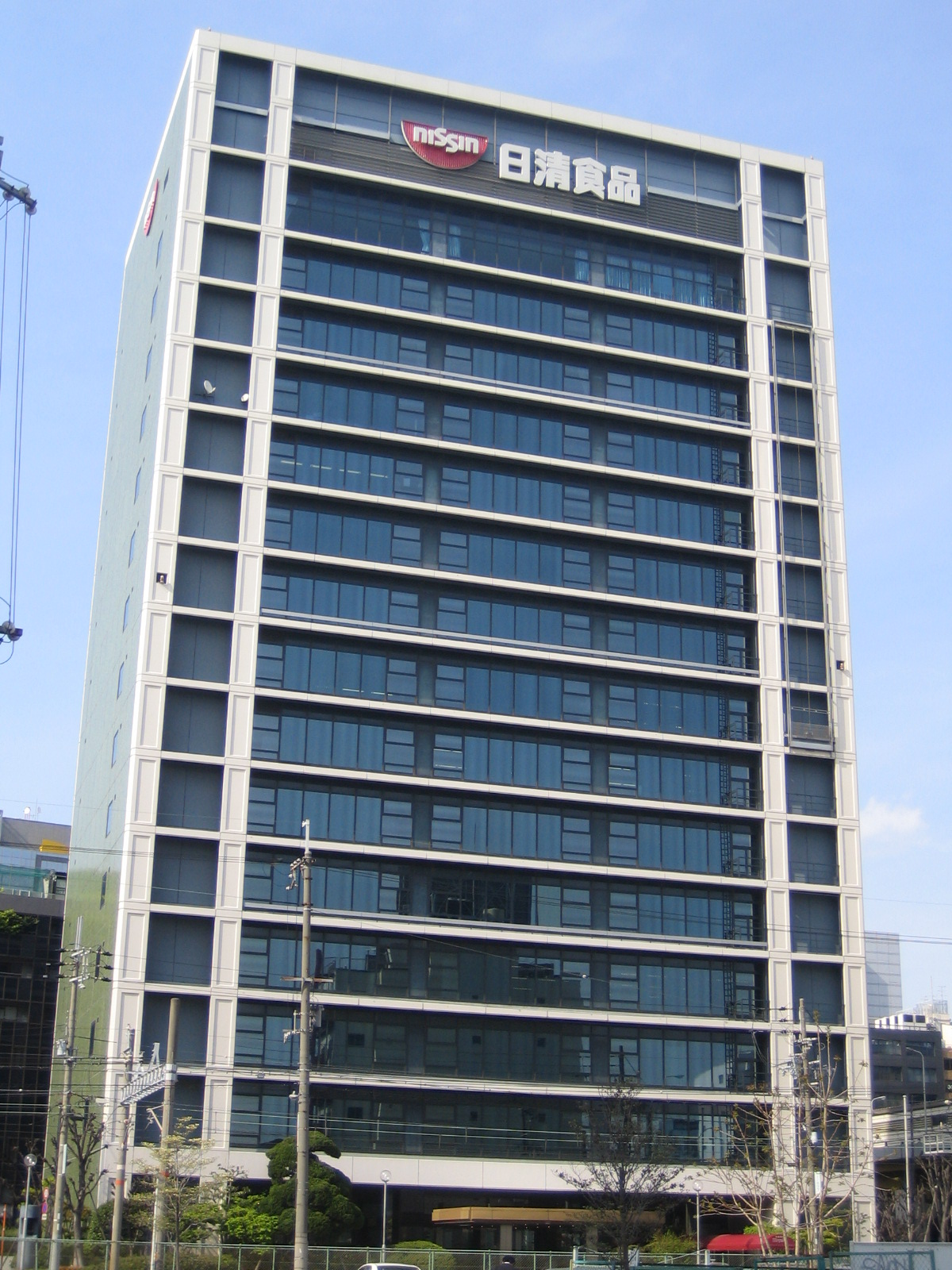
日清食品本社ビル

- ダイヤモンドエレクトリックホールディングス
  - ダイヤゼブラ電機
- 高松建設（旧社名・高松組）
- 新コスモス電機（前身は福島電機大阪工場）
- がんこフードサービス
- リボン食品
- ファミリーイナダ
- ハイファイブ
- 大同塗料
- 三國重工業（旧社名・田村鉄工所 → 三國鉄工所）
- グランプリ（アニメ「こてんこてんこ」でおなじみの企業）
- アイロップ（旧社名・東洋実業）
- 三木組
- オリオン
- カサタニ（旧社名・笠谷発條）
- 協同シャフト
- 日本化学機械製造
- 水谷ペイント
- 田岡化学工業
- 神内電機製作所
- 明治機械製作所
- メディサ新薬
- 富士電波工業
- 大和特殊硝子
- Hakaru＋（ハカルプラス）（旧社名・竹本電機計器 → タケモトデンキ）
- UACJ金属加工（大阪本社）（旧社名・日本軽金属化工機 → ニッケイ加工（初代））
- イチネン
- ニホンゲンマ
- ニイタカ
- コーナン商事（登記上の本店は堺市西区）
- 沢井製薬（2006年（平成18年）10月に旭区から移転）
- 湧永製薬
- 稲畑香料
- アズワーク製作所（旧社名・昭和運搬機：創業者の生家はかって、加島にあり「ガーネットマシンの吉田」として有名だった吉田鉄工所である。）
- EMシステムズ
- IDEC（旧社名・和泉電気）
- ターナー色彩
- ライフコーポレーション
- ダイトロン
- 株式会社インターネット
- 日本ピラー工業（2017年に西区に移転）
- SNK（旧：SNKプレイモア）
- 喜八洲総本舗

### 区内の大規模事業所
- 小林製薬大阪工場
- 武田薬品工業大阪工場
（2018年度末に注射剤専門工場へ転換、錠剤関係の製造は山口県の光工場とドイツのオラニエンブルク工場へ移管）
- ダイヘン本社・十三事業所

### 区内が発祥・発展の地の企業
- 天辻鋼球製作所
1920年（大正9年）、十三にて創業して昭和30年代まで十三工場を操業。工場の跡地が天辻モータープールとして今も存在している。現在は門真市に移転。
- ロジスネクストユニキャリア（旧社名・東洋運搬機→ユニキャリア）
東洋運搬機時代の1957年（昭和32年）より1970年（昭和45年）まで十三工場を操業、跡地は市営木川第四住宅となっている。
- タイガー（旧社名・タイガー計算器）
1935年（昭和10年）から長年、野中南にて工場を操業。その名は工場跡に建設されたタイガーマンションに、生産していた手廻式計算機の形は跡地に建設された阪急百貨店十三商品センターとタイガーマンションの屋上の形に残されている
- 日本カタン（旧社名・木本鉄工所→日本可鍛鋳鉄所）
1918年（大正7年）に木本鉄工所として発足し、1920年（大正8年）に日本可鍛鋳鉄所に改名。会社発足時より枚方市に全面移転する1965年（昭和40年）まで当時の元今里北通1丁目28番地（現在の神津小学校第2グラウンド - 淀川郵便局付近）に本社と工場があった。ピュア13（元：十三公設市場）周辺の土地は元々、日本カタン（日本可鍛鋳鉄所）の石炭殻捨場の草原であった。
- 日本シエーリング（現在はバイエル薬品）
1933年設立。1959年、西宮原2丁目6番地に製造工場を完成。1969年、本社を東京から同地に移転。2007年にバイエル薬品と経営統合し、大阪市北区のブリーゼタワーに移転した。
- バイエル薬品
1973年設立、宮原3丁目5番地に本拠を置いていた。2007年に日本シエーリングと経営統合し、大阪市北区のブリーゼタワーに移転した。
- 昭和ロック（旧社名・野口製作所→昭和金属工業、現在はユーシンに吸収されユーシン・ショウワとして茨木市に存続している）
1924年（大正13年）に十三西之町（現在の新北野1丁目から十三本町に掛けての地域）にて創業、野中北通3丁目（現在の野中北2丁目付近）への移転を経て、1931年（昭和11年）に野中南通3丁目18番地（現：野中南2丁目11番地）に移転し、その後50年以上当地で工場を操業した。跡地は住宅地となっている。
- フジサワ（旧社名・藤沢鉄工所→藤沢製作所、2003年にマルゼンへ営業権譲渡によりフジサワ・マルゼンとして尼崎市に存続している）
1954年（昭和29年）1月に大淀区中津南通4丁目8番地（現：北区中津6丁目）から加島町110番地（現在の加島2丁目7番地）に移転。約50年間当地で工場を操業した。跡地はマルハン加島店となっている。
- 日清食品（旧社名・サンシー殖産→チキンラーメン発売時に日清食品へ変更）
チキンラーメンの発売された1958年から高槻工場竣工の1959年12月まで、当時の東淀川区田川通2丁目にあった倉庫を借り田川工場として生産を行っていた。
- エースコック（旧社名・梅新製菓→エース食品）
エース食品時代、現在の三津屋東公園付近に社屋、富士電波工業の裏手に研究所があった。
- 三ツ矢ソース（旧社名・越後屋商店、昭和44年にハグルマへ製造委託）
1961年（昭和36年）にソース工場を大淀区豊崎西通二丁目（現：北区豊崎三丁目付近）から大阪市立田川小学校の裏手（現在、浪速製作所のある場所）に移転し、1969年（昭和44年）まで生産を行っていた。
- 大輝電球（旧社名・大阪輸出電球→大輝電気工業、1967年ハリソン電機へ吸収合併）
1936年（昭和11年）に現在の淀川区田川二丁目4番地に設立、戦災にて焼失した後1947年（昭和22年）工場を再興し生産を続けていたが、1967年（昭和43年）ハリソン電機に吸収合併され、ハリソン電機大阪工場となった。1999年（平成11年）生産効率化のため、今治市にある本社工場へ統合により閉鎖。跡地にはクレアガーデン北大阪が建設された。
- 明治機械製作所（旧社名・明治商会）
1924年（大正13年）明治商会として設立、1933年（昭和8年）塗装機国産1号機の試作に成功し、1936年（昭和11年）に現在の田川2丁目3番地に大阪工場および本社を建設、塗装機器および空気圧縮機の生産を同地にて60年以上続けてきたが、2000年（平成12年）生産拠点を岡山工場へ統合のため、大阪工場を閉鎖。跡地にはネクストシティメイツ北野が建設された。
- 芦森工業（旧社名・芦森製綱所）
1908年（明治41年）、現在の十三元今里三丁目1番地に十三工場を設立。1960年（昭和35年）摂津市千里丘への工場移転までの50年以上にわたり、当地にて紡績用スピンドルバンド・紡績用スピンドルテープ・ジェットホース・合成繊維ロープなどの生産を行った。跡地は現在、武田薬品工業大阪工場の敷地となっている。
- 北おおさか信用金庫
1925年（大正14年）、前身の一つ十三信用組合（後の十三信用金庫）が設立された。
- 太洋マシナリー（旧社名・太洋鋳機）
1926年（昭和元年）、福島区吉野（当時の此花区吉野町一丁目25番地）に太洋機械商会を設立。1935年（昭和10年）に当時の東淀川区宮原町455番地（現在の淀川区西宮原二丁目5番地付近）に移転し、同地にて60年以上の間、鋳造工場用設備機械・各種ショットブラスト装置・各種振動搬送機械および、振動機械の製造販売を行ってきたが、2003年（平成15年）に大正区に本社・工場を移転した。
- ミクニプラスチックス（旧社名・三国セルロイド）
1927年（昭和2年）、大日本セルロイド（現：ダイセル）三国工場から分離し三国セルロイドを設立。戦前までセルロイド製品の加工および販売（主として輸出）業務に携わってきたが、戦後の石油化学の勃興とその後の技術の変遷に伴い、セルロイド製品からプラスチックス製品の加工・販売に移行し、1973年（昭和48年）に三国プラスチックス、2008年（平成20年）にミクニプラスチックスに社名変更し、プラスチック製品の製造ならびに販売を行ってきたが、2011年（平成23年）1月に本社を東京都品川区に、工場を滋賀県高島市に移転した。
- 平安伸銅工業
1952年（昭和27年）現在の淀川区三津屋南三丁目1番35号～40号にて創業。日本で初めてアルミサッシの量産に成功したが、第一次オイルショック後の1975年にアルミサッシ事業を三菱商事と古河アルミ（現：UACJ）に売却した。跡地は住宅地となっている。

## 再開発

### 大阪市淀川区十三東計画東敷地
大阪市淀川区十三東計画東敷地（仮称）は淀川区十三東1丁目で行われている再開発事業である。阪急十三駅南東側の旧淀川区役所などの跡地（北緯34度43分08秒 東経135度29分03秒 / 北緯34.718925度 東経135.484295度）に地上39階建ての超高層複合ビルを建設し、共同住宅の他、図書館、保育･児童施設などが設けられる予定で 、2026年の完成を目標に工事が進められている。

### 新大阪周辺再開発
新大阪駅は、今後のリニア中央新幹線や北陸新幹線の新大阪乗り入れに備え、国土交通省より日本の陸上交通におけるハブ拠点として再整備されることとなった。これに備え、2022年10月に周辺エリアが都市再生緊急整備地域に指定され、「新大阪駅周辺地域都市再生緊急整備協議会」が設置された。リニア新幹線や北陸新幹線が延伸される2040年ごろの再開発完成を目標に、官民共同で準備が進められている。

### 十三駅周辺再開発
阪急電鉄は、上述の新大阪駅再開発にあわせ、十三駅一体の再開発を計画している。計画では、駅の直上に高層ビルを建設し、地下には阪急新大阪連絡線の十三駅を新設する。また、グループの阪急観光バスが営業所としている約１万㎡の土地など、駅周辺3ヵ所の土地も併せて開発することで、にぎわいの創出を図る。事業完成は、新大阪駅再開発と同時期の2040年ごろを目標としている。

## 出身有名人
- 中村紀洋（元プロ野球選手）
- 山﨑浩司（元プロ野球選手）
- 深谷力（プロ野球選手）
- 桜井一枝（タレント・ラジオパーソナリティ）
- 池谷幸雄（タレント・元体操選手）
- 池谷直樹（タレント・元体操選手）
- 藤谷文子（女優）
- 滝裕可里（女優、タレント）
- 清原果耶（女優、モデル）
- 剣太郎セガール（俳優）
- くわばたりえ（クワバタオハラ）
- 新島弥生（90年代に活躍した元アイドル・現在は引退）
- 藤田田（藤田商店、日本マクドナルド、日本トイザらス創業者）
- 中原秀一郎（元・ABCアナウンサー、現在はフリー）
- 斎藤裕美（元・MBSアナウンサー、現在はフリー）
- 斎藤真美（ABCアナウンサー、斎藤裕美の妹である）
- 中村友也（プロバスケットボール選手（bjリーグ・東京アパッチ所属））
- 大谷貴子（NPO法人全国骨髄バンク推進連絡協議会会長）
- 入江要介（尺八奏者）
- 歩乃華（YouTuber、歌手）

### ゆかりのある人物
- aiko（女性シンガーソングライター）学生時代は三国駅付近に在住し、東淀川高校に通学していた。
- 石倉三郎（俳優）中学生時代に一家で十三に移住。自著の中で「夜逃げ同然で大阪に渡る」と語っている。